# Fall River (River Lea)
Der Fall River ist ein Fluss im Nordwesten des australischen Bundesstaates Tasmanien.

## Geografie
Der rund zehn Kilometer lange Fall River entspringt im an den Südwesthängen des Bonds Hill, rund fünf Kilometer nördlich des Cradle-Mountain-Lake-St.-Clair-Nationalparks. Von dort fließt er nach Nordosten und mündet in der Lea River Mineralized Area in den River Lea.